# Уиком Уондерерс
«Уи́ком Уо́ндерерс» (полное название — Футбольный клуб «Уиком Уондерерс»; англ. Wycombe Wanderers Football Club, английское произношение: [ˈwɪkəm ˈwɒndərəz 'futbɔ:l klʌb]) — английский профессиональный футбольный клуб из города Хай-Уиком, графство Бакингемшир, Юго-Восточная Англия. Образован в 1887 году.
Выступает в Лиге 1, третьем по значимости дивизионе в системе футбольных лиг Англии.
С 1990 года домашние матчи проводит на стадионе «Адамс Парк», вмещающем около 10 тысяч зрителей. Цвета клуба — сине-голубые.

## История
Футбольный клуб «Уиком Уондерерс» из города Хай-Уиком был основан в 1887 году. Всю свою историю команда выступает в низших английских дивизионах. В сезоне 2000/01 года команда дошла до полуфинала Кубка Англии, где уступила Ливерпулю со счётом 2:1. В сезоне 2006/07 команда добралась до полуфинала Кубка Футбольной лиги, где в матче с лондонским Челси дома смогла добиться ничьей 1:1, а на выезде уступила со счётом 4:0.
В сезоне 2013/14 играя во Второй лиге «Уиком» стал 22-м, и лишь благодаря лучшей разницы мячей не вылетел в Конференцию.
В сезоне 2014/15 клуб не смог пробиться в Лигу 1, проиграв в финале плей-офф на «Уэмбли» «Саутенд Юнайтед» по пенальти 6:7 (основное время закончилось со счётом 1:1).
Через три года «Уиком», заняв 3-е место, получил право играть в Лиге 1 сезона 2018/19.
В сезоне 2019/20 выиграл плей-офф Лиги 1 и впервые в своей истории вышел в Чемпионшип.
В мае 2024 года контрольный пакет акции клуба был куплен миллиардером из Казахстана Михаилом Ломтадзе, компания бизнесмена Blue Ocean Partners Ltd стала владеть 90 процентов акций «Уикома».

## Достижения
- Полуфиналист Кубка Англии
  - 2000/01
- Полуфиналист Кубка Футбольной лиги
  - 2006/07
- Победитель Трофея Футбольной лиги
  - 1991, 1993
- Победитель Любительского кубка Англии
  - 1930/31
- Победитель Национальной конференции
  - 1992/93